# Евагрий (архиепископ Антиохийский)
Архиепи́скоп Ева́грий (греч. Ἀρχιεπίσκοπος Εὐάγριος; ум. 392 год) — архиепископ Антиохийский, христианский писатель и переводчик.
Евагрий принадлежал к Евстафианской группе Антиохийских христиан. В 330 году состоялся Антиохийский собор, на нём был осуждён, а затем сослан Евстафий Антиохийский. Христиане-омоусиане (те, кто держался за термин «единосущный» и за Никейский символ веры) не приняли нового епископа и остались без епископа. Их христианская община впоследствии получила название «Евстафианская группа», и не имея епископа, управлялась пресвитерами. С 331 года епископы Антиохии были или омиусиане или омии или македониане. По этой причине Евстафианская группа христиан считала их еретиками и не имела с ними евхаристического и молитвенного общения. Афанасий Великий в Александрии в 362 году собирает церковный собор, на котором подтверждает Никейский символ веры. Во время собора в Антиохию отправляется Люцифер Каларийский и рукополагает единолично для Евстафианской группы Павлина в епископа. Епископ Рима Либерий, последующие римские папы и Римская церковь, как и патриархи Александрийские, начиная с Афанасия, признавали православным и законным архиереем Антиохии Павлина. Омии, отвергшие на Селевкийском соборе в 359 году Никейский символ веры, выбирали в 360 году епископом Антиохии Мелетия. Павлин перед самой смертью в 388 году рукоположил единолично Евагрия в епископа Антиохийского. Несмотря на единоличное рукоположение Римская и Александрийская церкви признали и дали общение Евагрию. В это время восточные епископы признавали Антиохийским епископом Флавиана, преемника Мелетия. Между Евагрием и Флавианом как между Евстафианской группой и Мелетианской группой был раздор или раскол, который продолжился и после смерти Евагрия, в 392 году. Иероним Стридонский, которые побывал в Антиохии и имел евхаристическое общение с Евагрием, в своей книге «О знаменитых мужах» посвящает Евагрию 125 главу. В ней он пишет:
Евагрий, епископ Антиохийский, человек выдающейся остроты ума, будучи еще пресвитером, читал мне трактаты на разные темы, которые он еще не публиковал. Перевел «Жизнь Антония» с греческого языка Афанасия на наш язык.
Оригинальные сочинения самого Евагрия не сохранились.